# Tống Vạn

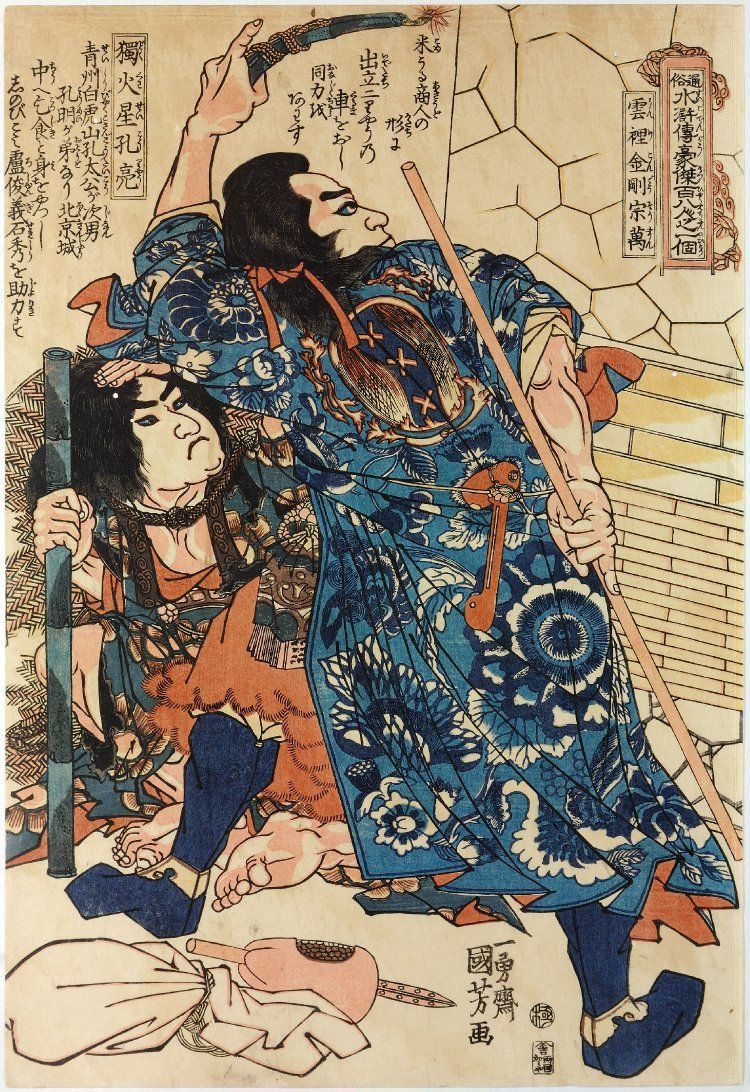
Hồi 65 đánh Đại Danh Thành cứu Lư Tuấn Nghĩa, Thạch Tú - Tống Vạn (đứng) giả dạng là người buôn thóc và Khổng Lượng (ngồi) giả dạng là gã ăn mày.

Tống Vạn (宋万) là nhân vật hư cấu trong tiểu thuyết Thủy hử của tác giả Thi Nại Am. Tống Vạn thân hình to cao nên ông có biệt hiệu là Vân Lý Kim Cương (thần Kim Cương đường mây). Tống Vạn là đầu lĩnh thứ 82.

## Xuất thân
Tống Vạn là một trong 4 thành viên đầu tiên của Lương Sơn Bạc. Ông cùng với 2 người còn lại là Đỗ Thiên và Chu Quý hoạt động dưới sự chỉ huy của Vương Luân - chủ trại Lương Sơn. Khi ở Lương Sơn lập trại, Tống Vạn cùng các thành viên ngày ngày xuống núi cướp của cải của nhà giàu để hưởng thụ.
Sau này Lương Sơn hưng thịnh hơn, thu nạp được nhiều hảo hán khác, trong đó có Lâm Xung, Tiều Cái, Ngô Dụng. Nhưng khi có quá nhiều hảo hán cùng nương nhờ ở trại, chủ trại Vương Luân vì hẹp hòi keo kiệt nên không chịu cho nhóm Tiều Cái ở lại Lương Sơn. Điều này khiến Lâm Xung nổi giận, sau này ông giết chết Vương Luân. Tống Vạn không ngăn cản được Lâm Xung nhưng vẫn được Lâm Xung tha chết. Sau sự kiện đó, các hảo hán Lương Sơn tôn Tiều Cái lên làm chủ trại mới.
Tống Vạn theo Tống Giang và các đầu lĩnh khác tham gia đánh nước Liêu, bình định Điền Hổ, Vương Khánh và Phương Lạp. Trong chiến dịch chinh phạt Phương Lạp, Tống Vạn và Đỗ Thiên bị ngã ngựa và bị thương nặng rồi chết trong tàn quân.

## TrongĐãng Khấu Chí
Tại hồi 57, Vân Thiên Bưu cất quân đánh vào núi Thiên Trường, một mặt cử Cáp Lan Sinh, Cáp Vân Sinh đem quân người Hồi đánh chiếm núi Ngao Sơn. Tống Giang cử Sử Tiến, Đỗ Thiên, Tống Vạn đến đánh. Hai bên dàn trận, hôm đầu Sử Tiến đánh Cáp Lan Sinh hơn 30 hiệp không phân thắng bại. Hôm sau, Cáp Vân Sinh ra trận bị Sử Tiến đâm vào đùi, Lan Sinh liền ra ứng cứu, hai bên lại đánh nhau kịch liệt. Bên quân Hồi, Sa Chí Nhân, Miễn Dĩ Tín lao lên, bên này Đỗ Thiên, Tống Vạn cũng xuất mã. 6 tướng quần nhau, ngờ đâu Vân Sinh đã băng bó vết thương, đặt tên bắn lén, Tống Vạn ngã ngựa. Đỗ Thiên bị Miễn Dĩ Tín đâm chết. Sử Tiến bị ba tướng vây đánh và bị bắt sống